# Атаев, Реджепкулы
Реджепкулы Атаев — советский хозяйственный, государственный и политический деятель, Герой Социалистического Труда.

## Биография
Родился в 1920 году в ауле Курт Хивинского ханства (ныне — этрап имени Гурбансолтан-эдже Дашогузского велаята). Член КПСС с 1948 года.
С 1940 года — на хозяйственной, общественной и политической работе. В 1940—1972 гг. — кладовщик-кассир колхоза имени Сталина Ильялинского района, бухгалтер, председатель колхоза «Большевик», председатель Ташаузского облисполкома (1958—1961), первый секретарь Ильялинского райкома КП Туркмении, председатель колхоза «Большевик», председатель колхоза имени Калинина.
Указом Президиума Верховного Совета СССР от 30 июня 1950 года присвоено звание Героя Социалистического Труда с вручением ордена Ленина и золотой медали «Серп и Молот».
За внедрение в с/х производство новых методов орошения с применением временных оросительных каналов был в составе коллектива удостоен Сталинской премии 3-й степени в области сельского хозяйства 1951 года.
Избирался депутатом Верховного Совета Туркменской ССР 3-го, 4-го, 5-го, 7-го созывов.
Делегат XIX съезда КПСС.
Умер в 1972 году.
В Акдепинском этрапе Дашогузского велаята имеется городок названное в честь Реджепкулы Атаева.
Был женат, 2 сыновей и 4 дочерей.

## Награды
- Орден Ленина (1950, 1957)
- Орден Октябрьской Революции (1971)
- Орден Трудового Красного Знамени
- Медаль «За трудовую доблесть» (1965)